# پل نیجو

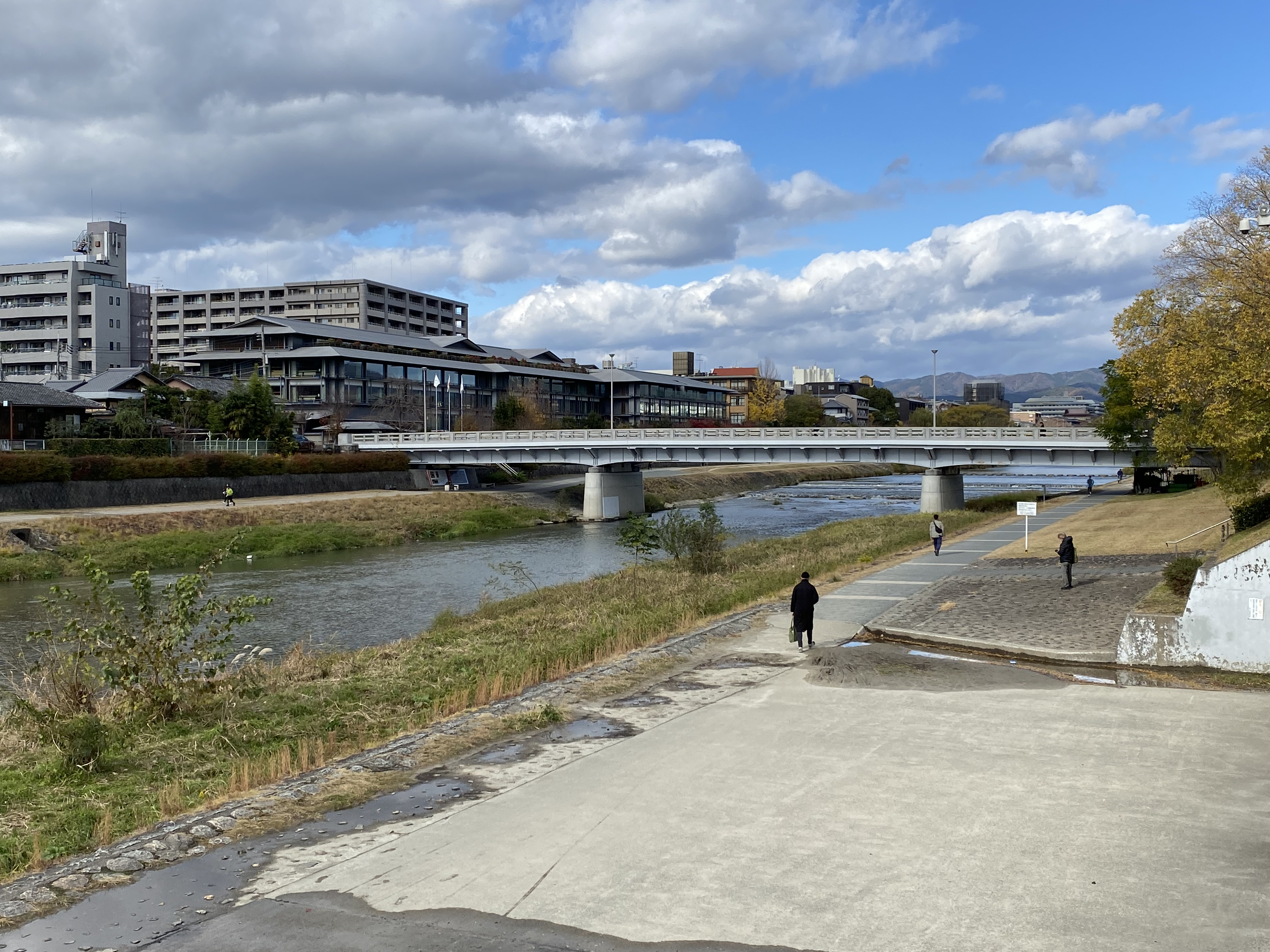

پل نیجو (به ژاپنی: 二条大橋 にじょうおおはし)، این پل بر روی رود کامو، که از شهر کیوتو، استان کیوتو، عبور می‌کند، ساخته شده است. پل فعلی در سال ۱۹۴۳ تکمیل شد (دوره شووا ۱۸).

## تاریخچه
منطقه اطراف مکان فعلی زمانی بدون پل بود و «نیجوگاوارا» نامیده می‌شد، میدانی که در آن نبردها انجام می‌شد و اطلاعیه‌ها (نقاشی‌های نیجوگاوارا) نصب می‌شدند. در سال ۱۶۵۴، نیجوگاوارا (پل نیجو) در «قلعه جدید هیانجو شرقی، غربی، جنوبی، شمالی و جنوبی، خارج از شهر، نقشه کیوتو» ثبت شد. بعدها، پل نیجو اوهاشی نیز در «هاناکا ایچیرانزو» (نقشه منطقه گل کیوتو) در سال ۱۸۰۸ ثبت شد.[۴] در سال ۱۸۹۵ (۲۸ میجی)، نمایشگاه ملی صنعتی در پارک اوکازاکی برگزار شد و یک تراموا ساخته شد که ایستگاه کیوتو و محل برگزاری را از طریق کیاماچی-دوری و نیجو اوهاشی به هم متصل می‌کرد. در سال ۱۹۱۳ (تایشو ۲)، پل قدیمی نیجو اوهاشی ساخته شد. طراحی توسط تاکدا گویچی، فارغ‌التحصیل رشته معماری (دپارتمان معماری) دانشکده مهندسی دانشگاه امپریال توکیو، که به عنوان «پدر معماری کانسای» نیز شناخته می‌شود، انجام شد. «سیل بزرگ کیوتو» از اواخر شب ۲۸ تا ۲۹ ژوئن ۱۹۳۵ (شووا ۱۰) رخ داد. در این مدت، پل قبلی در یک دوره پنج ساعته بین ساعت ۳:۴۰ بامداد تا ۸:۳۰ صبح روز ۲۹ شسته شد [۵]. در پاسخ به این سیل، شهر کیوتو برنامه‌هایی را برای دائمی کردن پل در نظر گرفت و پل فعلی در سال ۱۹۴۳ به عنوان یک پل دائمی تکمیل شد (Showa 18). در سال ۲۰۱۵ (هیسه ای ۲۷)، با هدف جایگزینی پل قدیمی، بخش ارتقاء سلامت پل از بخش مدیریت مهندسی عمران دفتر ساخت و ساز شهر کیوتو، مسئول راه‌اندازی کمیته بررسی طراحی نیجو اوهاشی شد.